# Oegstgeest
Oegstgeest (pronunciación neerlandesa: /uxstˈxeːst/) es una ciudad y municipio de los Países Bajos, en la provincia de Holanda Meridional, al oeste del país. Su población a 1 de enero de 2012 es de 22.798 habitantes.

## Geografía
El municipio de Oegstgeest ocupa un área de 7,75 km² (de los cuales 0,54 km² están cubiertos por agua). Oegstgeest se extiende justo al norte de la ciudad de Leiden, con la que forma una conurbación; de modo que, aun figurando como municipio independiente, Oegstgeest es en la práctica un suburbio de Leiden.
Además de Leiden al sur, los otros municipios colindantes son Katwijk al oeste, Teylingen al norte, y Leiderdorp al este. Al nordeste del municipio se sitúa el pequeño sistema lacustre de los Kagerplassen.

## Historia
Oegstgeest fue uno de los primeros lugares habitados de la costa holandesa. En 1946 se encontraron evidencias de un asentamiento bátavo del siglo II en una zona de dunas costeras, aunque no hay certidumbre de que esta población permaneciera habitada de modo permanente en siglos posteriores.
En el siglo IX existía ya una pequeña iglesia en el mismo lugar en el que hoy se levanta la Groen Kerkje ("Iglesia Verde"). De acuerdo a la tradición, esa iglesia primitiva habría estado dedicada a  san Willibrord, y su existencia postula la de una comunidad estable a su alrededor.
Entre los siglos XI y XIV Oegstgeest conoció una etapa de prosperidad, que concluyó cuando Leiden obtuvo el estatuto y los privilegios de ciudad, entre los que se contaba la prohibición de llevar a cabo ferias comerciales y construcciones hasta una determinada distancia de la nueva ciudad. En 1399 la heerlijkheid (distrito o municipio) de Oegstgeest fue fusionada con la de Poelgeest, porque sus declinantes poblaciones no podían afrontar los impuestos exigidos por el conde de Holanda.
Hasta el siglo XIX, los límites de Oegstgeest se extendían hasta las mismas murallas y fosos de Leiden; pero en los dos siglos siguientes la primera hubo de ceder más y más territorio a favor de la expansión de la segunda.
Hasta principios del siglo XX Oegstgeest tenía un carácter marcadamente rural y carecía de un núcleo urbano central, componiéndose exclusivamente de pequeñas aldeas diseminadas. Pero a partir de 1900 se fueron construyendo nuevos barrios entre las antiguas aldeas, que determinaron la fisonomía actual de la ciudad, en un proceso que continúa en el siglo XXI, en una nueva manifestación de la expansión de la ciudad vecina.

## Lugares de interés

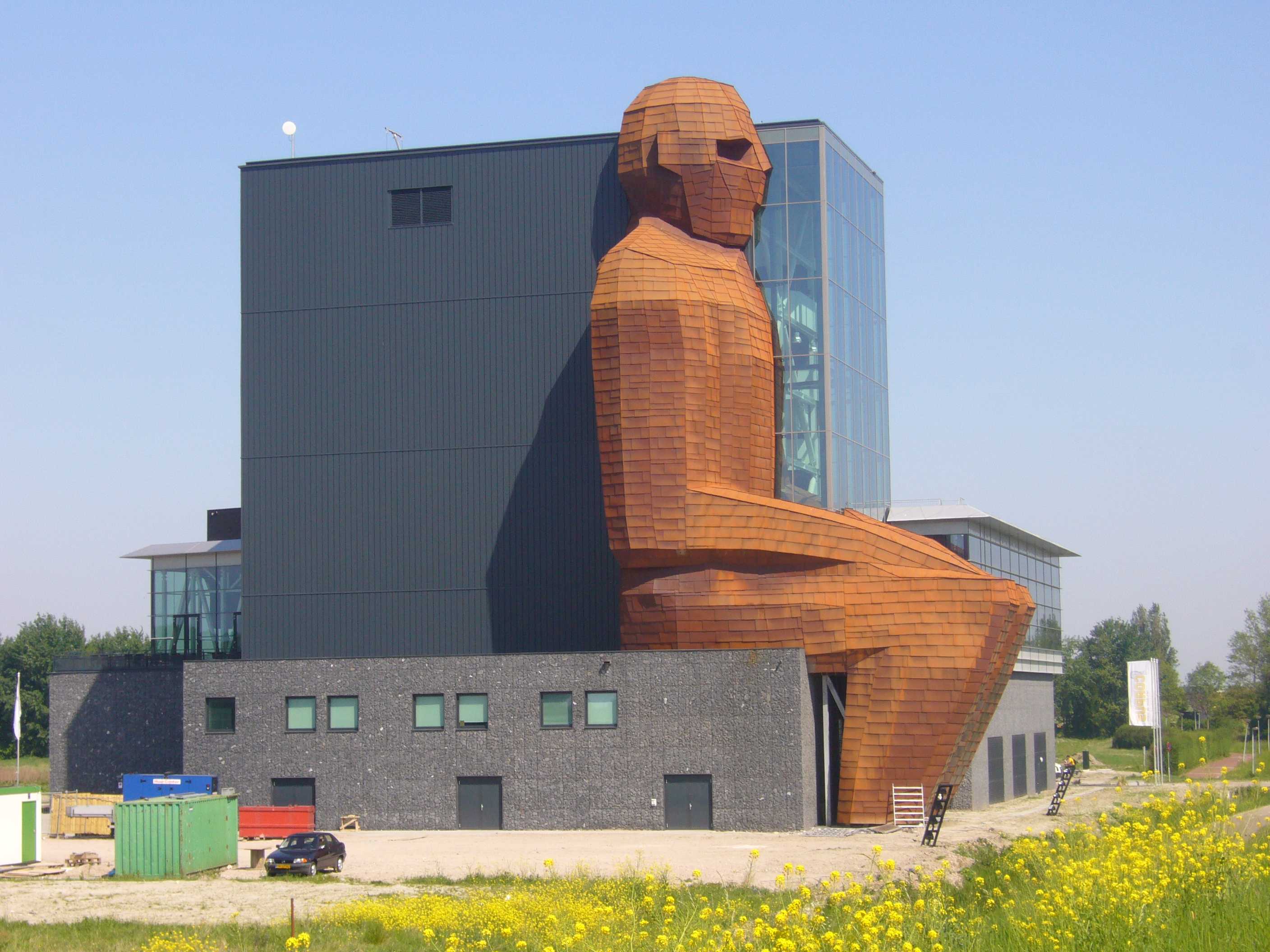
El museo Corpus

En 2008 la reina Beatriz inauguró en Oegstgeest Corpus, un museo interactivo sobre la biología humana, situado en un edificio con la estatua de un gigante sentado de 35 metros de altura.